# Teng
Pour les articles homonymes, voir Teng (homonymie).
environ 1046 – 414 av. J.-C.
Entités précédentes :
- Dynastie Zhou

Entités suivantes :
- Yue

Teng (滕國, Ténggúo) était un petit état chinois d'environ 1046 à 414 av. J.-C. au temps des Zhou de l'Ouest, des Printemps et Automnes et des Royaumes combattants. Vassal de l'État de Lu (魯), l'État de Teng  était situé au sud de la province actuelle du Shandong. Son territoire est actuellement celui de la municipalité de Tengzhou (滕州市).

## Famille dirigeante
La famille régnante était issue d'un demi-frère du roi Wu et portait le nom de famille Ji (姬) du clan royal des Zhou.

## Destruction
L’État de Teng fut conquis et annexé par l'État de Yue en 414 av. J.-C., pendant le règne du roi Goujian de Yue (en) ou celui du roi Zhugou de Yue[réf. nécessaire].

## Résurrection et fin définitive
En 375 av. J.-C., l'État de Teng fut restauré et dura jusqu'à son annexion par le pays de Song en 296 av. J.-C.

## Personnalités liées à l'État
Le philosophe chinois Mozi (墨子) et l’architecte Lu Ban (鲁班) sont originaires de cet État.